# Achyranthes mangarevica
Achyranthes mangarevica é uma espécie, provavelmente extinta, do género Achyranthes, da família Amaranthaceae. Era endémico do sul do Pacífico.

## Características
Achyranthes mangarevica foi uma pequena árvore, que atingia uma altura de 5 a 7 metros. A casca era do verde ao cinza. Suas folhas eram alongadas e pontiagudas, dispostas cerca de 8 centímetros de comprimento, deixando cicatrizes circulares sobre os pequenos ramos. As flores individuais possuiam cerca de 4 milímetros de comprimento.

## Habitat
O habitat do Achyranthes mangarevica era uma floresta úmida em uma encosta de basalto no Monte Mokoto em Mangareva, com altura de 290 m.

## Estado
Desde a sua descoberta em 1934, esta espécie não foi detectada. Uma grande parte do habitat em que a espécie ocorreu, foi em grande parte destruída pelo fogo e pastagens de cabras.